# X. Fliegerkorps
X. Fliegerkorps var en av tyska Luftwaffes flygkårer under andra världskriget.

## Norge
Kåren kontrollerade alla flygstridskrafter under invasionen av Norge (Operation Weserübung).

### Organisation
Flygkårens organisation i april 1940:
- Kampfgeschwader 4
- Kampfgeschwader 26
- Kampfgeschwader 30
- Kampfgeschwader 40
- Sturzkampfgeschwader 1
- Zerstörergeschwader 76
- Jagdgeschwader 77
- 1. (F)/Aufklärungsgruppe 120
- 1. (F)/Aufklärungsgruppe 122
- Fernaufklärungsstaffel ObdL
- Küstenfliegergruppe 506
- Kampfgeschwader z.b.V. 1
- Kampfgeschwader z.b.V. 108

## Storbritannien
Kåren deltog som en del av Luftflotte 5 i anfallen mot Storbritannien.

### Organisation
Flygkårens organisation i augusti 1940:
- Kampfgeschwader 26 Stavanger Heinkel He 111
  - Stab KG26 Stavanger He 111
  - I. / KG26 Stavanger He 111
  - II. / KG 26 Stavanger He 111
- Kampfgeschwader 30 Ålborg Junkers Ju 88
  - Stab KG 30 Ålborg Ju 88
  - I. / KG30 Ålborg Ju 88
  - II. / KG 30 Ålborg Ju 88
- I. / ZG 76 Stavanger Messerschmitt Bf 110
- I. / JG 77 Stavanger och Trondheim Messerschmitt Bf 109
- Küstenfliegergruppe 506 Stavanger och Trondheim Heinkel He 115

## Medelhavet
Den 10 december 1940 gav Hitler direktiv att X. Fliegerkorps skulle förflyttas från Norge och Danmark till Medelhavet för att bistå italienarna i striderna mot Royal Navy.
I januari 1941 började de första Stuka-förbanden anlända till Sicilien. Den 10 januari kom den första framgången när Stukas svårt skadade hangarfartyget HMS Illustrious som eskorterade en konvoj till Malta. När delar av Jagdgeschwader 27 anlände i början av februari kunde tyskarna börja erövra luftherraväldet över Malta.

### Organisation
Flygkårens organisation i juni 1941:
- Aufklärungsgruppe 14
- Aufklärungsgruppe 121
- Aufklärungsgruppe 122
- Aufklärungsgruppe 123
- Jagdgeschwader 27
- Kampfgeschwader 26
- Kampfgeschwader 30
- Kampfgeschwader zbV 1
- Kampfgeschwader zbV 172
- Kampfgruppe zbV 9
- Küstenfliegergruppe 506
- Lehrgeschwader 1
- Seeaufklärungsgruppe 126
- Sturzkampfgeschwader 1
- Sturzkampfgeschwader 3
- Zerstörergeschwader 26

## Befälhavare
Flygkårens befälhavare:
- Generalleutnant Hans Geisler (2 oktober 1939 - 3 juni 1940)
- General der Flieger Bernhard Kühl (3 juni 1940 - 20 september 1940)
- General der Flieger Hans Geisler (20 september 1940 - 31 augusti 1942)
- Generalleutnant Otto Hoffmann von Waldau (31 augusti 1942 - 31 december 1942)
- Generalmajor Alexander Holle (31 december 1942 - 22 maj 1943)
- General der Flieger Martin Fiebig (22 maj 1943 - 1 september 1944)